# فیری سیل
Fairey Seal (به انگلیسی: Fairey_Seal) یک هواگرد ملخ‌پیشین تک‌موتوره از نوع شناسایی ساخت شرکت Fairey Aviation است. هواگرد Fairey Seal نخستین پروازش را در ۱۹۳۰ میلادی انجام داد. این هواگرد در سال ۱۹۳۳ میلادی رسماً معرفی گردید و در سال‌های ۹۱ تولید شده‌است.